# Liên lạc phi kết nối
Liên lạc phi kết nối, gọi tắt là liên lạc CL-mode, là một phương thức truyền dữ liệu được dùng trong các mạng chuyển mạch gói trong đó mỗi đơn vị dữ liệu được xử lý và định tuyến riêng dựa trên thông tin được thực hiện trong mỗi đơn vị chứ không phải trong thông tin thiết lập của kênh dữ liệu cố định và cố định như trong giao tiếp định hướng kết nối.
Trong truyền thông phi kết nối giữa hai điểm đầu cuối mạng, một thông điệp có thể được gửi từ một điểm kết thúc đến điểm khác mà không có sự sắp xếp trước. Thiết bị ở một đầu của truyền thông truyền dữ liệu đến người kia mà không cần đảm bảo rằng người nhận sẵn sàng và sẵn sàng nhận dữ liệu. Một số giao thức cho phép sửa lỗi bằng cách truyền lại yêu cầu. Internet Protocol (IP) và User Datagram Protocol (UDP) là các giao thức phi kết nối.
Một gói tin truyền trong chế độ không kết nối thường được gọi là datagram.
Các giao thức không kết nối thường được mô tả như các giao thức không trạng thái bởi vì các điểm kết thúc không có cách xác định theo giao thức để ghi nhớ nơi chúng đang ở trạng thái một "cuộc trò chuyện" trao đổi tin nhắn.
Trong truyền thông theo hướng kết nối, các peers giao tiếp phải thiết lập kênh dữ liệu hợp lý hoặc vật lý hoặc kết nối trong một hộp thoại trước khi trao đổi dữ liệu người dùng.
Một giao tiếp không kết nối có một lợi thế hơn một kết nối định hướng kết nối, ở chỗ nó có ít overhead. Nó cũng cho phép các hoạt động multicast và broadcast trong đó cùng một dữ liệu được truyền đến một loạt người nhận trong một lần truyền.